# John Scott (ishockeyspelare)
John Howard Scott, född 26 september 1982 i St. Catharines, Ontario, är en kanadensisk före detta professionell ishockeyspelare som sist spelade för Montreal Canadiens i National Hockey League (NHL). Han spelade tidigare på NHL-nivå för Minnesota Wild, Chicago Blackhawks, New York Rangers, Buffalo Sabres, San Jose Sharks och Arizona Coyotes och på lägre nivåer för Houston Aeros i American Hockey League (AHL), Michigan Tech Huskies (Michigan Technological University) i National Collegiate Athletic Association (NCAA) och Chicago Freeze i North American Hockey League (NAHL).

## Spelarkarriär
Som odraftad spelade Scott fyra säsonger collegehockey med Michigan Tech Huskies i NCAA. Som en fysisk back gjorde Scott bara 19 poäng och 347 utvisningsminuter i sin tid med Huskies.
Som free agent gick Scott till Houston Aeros i AHL. Under sin första NHL-säsong 2008-2009 skrev Scott på ett kontrakt med Minnesota Wild. Under säsongen 2009-2010 gjorde Scott sitt första NHL-mål den 15 november 2009 mot Michael Leighton i Carolina Hurricanes i en 5-4-förlust.
1 juli 2010 lämnade Scott Wild som free agent och undertecknade ett tvåårskontrakt med Chicago Blackhawks.
Under det andra året av sitt kontrakt under säsongen 2011-2012 trejdades Scott till New York Rangers i utbyte mot ett draftval i femte rundan i 2012.
1 juli 2012 skrev Scott ett ettårskontrakt med Buffalo Sabres. Den 21 januari 2013 slogs Scott mot Colton Orr, hans första slagsmål i Sabres som han förlorade - även om han skrattade när han kom av isen. 20 maj 2013 skrev Sabres ett nytt ettårskontrakt värt $750 000.

## Kritik
Scott fick kritik för sin spelstil, som har orsakat skador på motspelare och samt resulterat i slagsmål och matchstraff för honom. Kritiken grundar sig även i att han under sin karriär bara gjorde 1 mål och 4 assists på över 180 NHL-matcher.

## Statistik
| 2001–2002   | Chicago Freeze        | NAHL        | 53  | 4 | 8  | 12 | 240 | — | — | — | — | —  |
| 2002–2003   | Michigan Tech Huskies | NCAA        | 31  | 1 | 3  | 4  | 62  | — | — | — | — | —  |
| 2003–2004   | Michigan Tech Huskies | NCAA        | 35  | 1 | 3  | 4  | 100 | — | — | — | — | —  |
| 2004–2005   | Michigan Tech Huskies | NCAA        | 36  | 2 | 3  | 5  | 101 | — | — | — | — | —  |
| 2005–2006   | Michigan Tech Huskies | NCAA        | 24  | 3 | 2  | 5  | 87  | — | — | — | — | —  |
| 2006–2007   | Houston Aeros         | AHL         | 65  | 1 | 5  | 6  | 107 | — | — | — | — | —  |
| 2007–2008   | Houston Aeros         | AHL         | 64  | 3 | 0  | 3  | 184 | 5 | 0 | 0 | 0 | 13 |
| 2008–2009   | Minnesota Wild        | NHL         | 20  | 0 | 1  | 1  | 21  | — | — | — | — | —  |
|             | Houston Aeros         | AHL         | 44  | 2 | 2  | 4  | 111 | — | — | — | — | —  |
| 2009–2010   | Minnesota Wild        | NHL         | 51  | 1 | 1  | 2  | 90  | — | — | — | — | —  |
| 2010–2011   | Chicago Blackhawks    | NHL         | 40  | 0 | 1  | 1  | 72  | 4 | 0 | 0 | 0 | 22 |
| 2011–2012   | Chicago Blackhawks    | NHL         | 29  | 0 | 1  | 1  | 48  | — | — | — | — | —  |
|             | New York Rangers      | NHL         | 6   | 0 | 0  | 0  | 5   | — | — | — | — | —  |
| 2012–2013   | Buffalo Sabres        | NHL         | 34  | 0 | 0  | 0  | 69  | — | — | — | — | —  |
| 2013–2014   | Buffalo Sabres        | NHL         | 56  | 1 | 0  | 1  | 125 | — | — | — | — | —  |
| 2014–2015   | San Jose Sharks       | NHL         | 38  | 3 | 1  | 4  | 87  | — | — | — | — | —  |
| 2015–2016   | Arizona Coyotes       | NHL         | 11  | 0 | 1  | 1  | 25  | — | — | — | — | —  |
| NHL totalt  | NHL totalt            | NHL totalt  | 285 | 5 | 6  | 11 | 542 | 4 | 0 | 0 | 0 | 22 |
| AHL totalt  | AHL totalt            | AHL totalt  | 173 | 6 | 7  | 13 | 402 | 5 | 0 | 0 | 0 | 13 |
| NCAA totalt | NCAA totalt           | NCAA totalt | 126 | 7 | 11 | 18 | 350 | — | — | — | — | —  |
| NAHL totalt | NAHL totalt           | NAHL totalt | 53  | 4 | 8  | 12 | 240 | — | — | — | — | —  |